# Nudel (Lebensmittel)

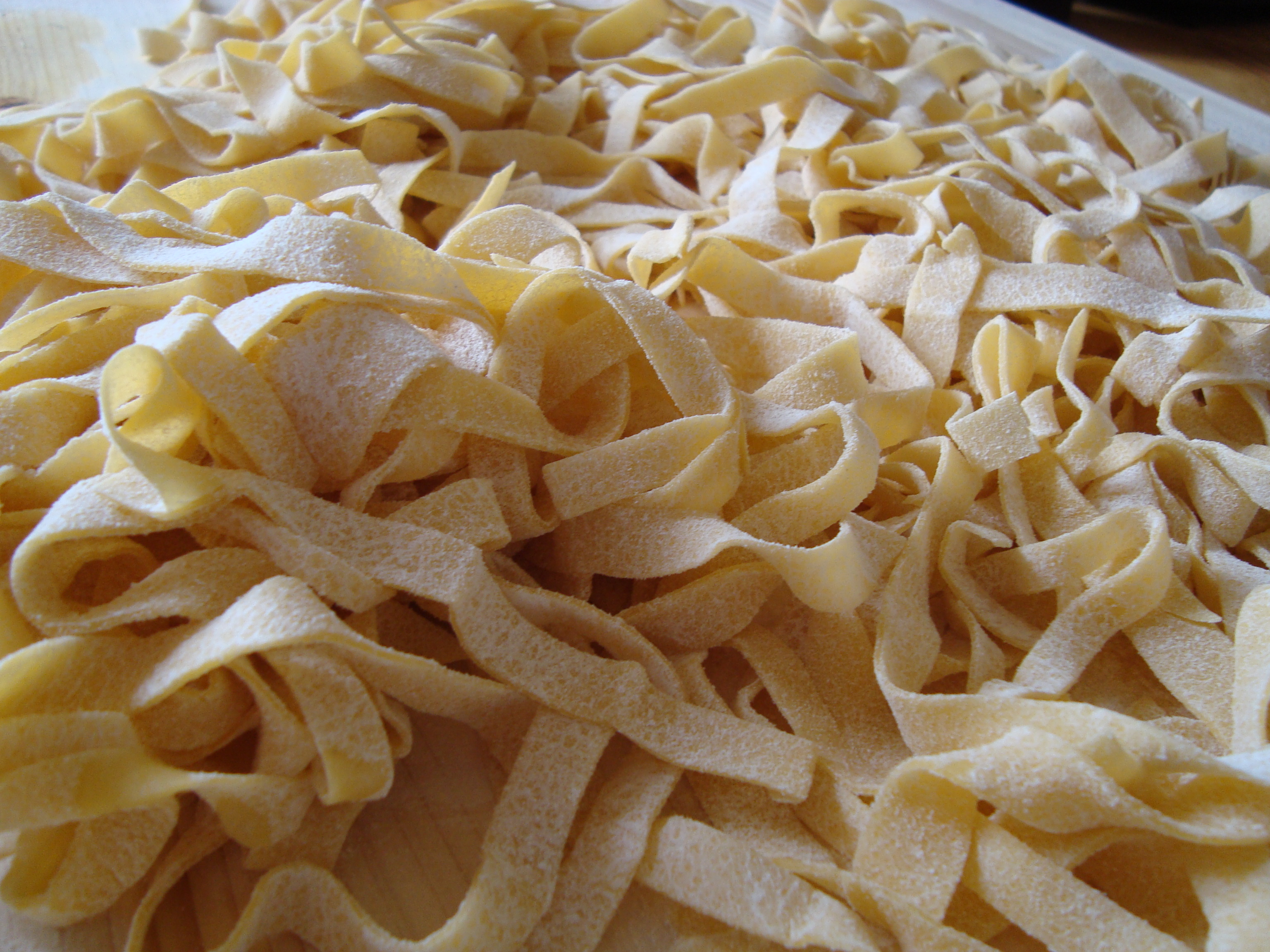
Frische ungekochte Bandnudeln

Nudel ist ein Oberbegriff für eine Vielfalt von Speisen aus einem Teig; die meisten (aber nicht alle) werden heute auch unter dem Begriff Teigwaren eingeordnet.
Nudelteig wird meist auf der Basis von gemahlenem Getreide hergestellt; es gibt aber auch Nudeln, insbesondere in der asiatischen Küche und diätetischer Natur, die keine Getreideprodukte im engeren Sinn enthalten, zum Beispiel Shirataki-Nudeln, Soba-Nudeln (aus Buchweizen), Glasnudeln aus Mungbohnenstärke.
Nudeln können verschiedenste Form und Größe aufweisen. Es existiert ein Übergangsbereich zwischen den Begriffen Nudel und Kloß bzw. Knödel, z. B. im Fall der Dampfnudel. Es wird auch vermutet, dass die Wörter „Nudel“ und „Knödel“ einen gemeinsamen Ursprung haben und als lautliche Varianten voneinander entstanden sind.

## Nudelteig
Als Nudelteig, einer der Teige, aus denen Nudeln gemacht werden, wird in Deutschland ein Teig bezeichnet, der die Vorgaben des Lebensmittelrechts bezüglich Teigwaren erfüllt. Die nicht umgangssprachliche technische Bezeichnung Teigwaren benennt Produkte, die überwiegend aus gemahlenem Getreide und wahlweise Hühnerei mit geringem Salz- und Wasseranteil und mit verschiedenen weiteren Zusätzen durch Formen und Trocknen ohne Anwendung eines Gärungs- oder Backverfahrens erzeugt werden.
Nicht alle Teigwaren sind Nudeln, so werden Spätzle bzw. Knöpfle im Lebensmittelrecht den Teigwaren zugeordnet, aber nicht als Nudeln angesprochen; sie sind nicht aus Nudelteig in küchentechnischem Sinn. Auch spezielles Backwerk, wie die Meißner Fummel, das keine Teigware ist, wird aus einem Nudelteig gemacht.

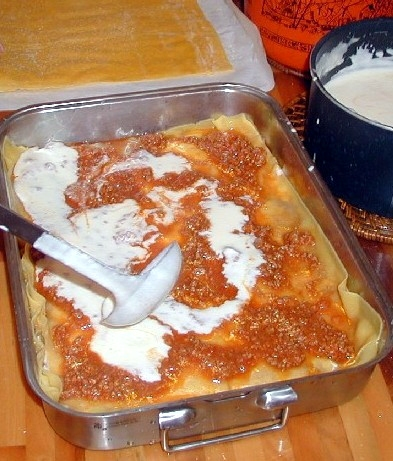
Lasagne-Zubereitung mit Lasagneblättern aus Nudelteig geschichtet mit Ragù alla bolognese, Béchamelsauce und Käse

Nudelteig wird auch verwendet zur Erzeugung weiterer Speisen wie zum Beispiel Lasagne oder verschiedener Formen von Teigtaschen wie Maultaschen, Schlutzkrapfen (in Osttirol auch Schlipfkrapfen) oder Ravioli.

## Nudeln (Teigwaren)
Sie bestehen aus Nudelteig, der mit dem Nudelholz ausgerollt wird, dann werden die Nudeln in diversen Formen ausgestochen oder geschnitten. Dies kann natürlich auch mit einer Nudelmaschine geschehen oder der Nudelteig wird durch Düsen gepresst. In manchen Regionen Chinas ist es üblich, einen einzigen Nudelstrang aus einem großen Stück Nudelteig zu formen, indem dieser langgestreckt und mehrmals doppelt genommen wird.
In Europa und Nordamerika, damit auch im deutschen Sprachraum, weit verbreitet ist Pasta, also Nudeln in vielen verschiedenen Formen, die in der italienischen Küche entwickelt worden sind. In Italien ist ein Pastagericht ein selbständiges Gericht aus Pasta mit einer Soße oder einem Ragout. Daneben werden kleine Nudelformen als Suppeneinlage verwendet. In der deutschen Küche werden solche Nudeln auch als Beilage zu einem Hauptgericht verwendet (z. B. Gulasch). Einige Beispiele (siehe ansonsten die ausführliche Liste der Pastaformen):
- Makkaroni: lange röhrenförmige Nudeln, die mit Sauce als eigenständiges Gericht, seltener als Beilage gereicht werden
- Spaghetti: lange, zum Teil auch überlange dünne Nudeln, die mit Sauce als eigenständiges Gericht gereicht werden
- Fettuccine: lange breitgerollte, bandartige Nudeln, verbreitet in der toskanischen und römischen Küche
- Spiralen: gedrehte Nudeln, die den italienischen Fusilli gleichen
- Tortiglioni oder Rigatoni: kurze röhrenförmige Nudeln
- Für die Zubereitung von Lasagne werden Lasagneblätter – frisch und getrocknet – angeboten.

Andere Formen sind vermutlich unabhängig von italienischen Vorbildern, wie beispielsweise:
- Bandnudeln: breite Nudeln, die den italienischen Tagliatelle gleichen und die sowohl als Beilage als auch mit Sauce als eigenständiges Gericht oder Süßspeise (z. B. als Milchnudeln) gereicht werden
- Sternchennudeln: sehr kleine Nudeln in Form eines Sterns, die als Suppeneinlage verwendet werden
- Buchstaben: sehr kleine Nudeln in Form verschiedener Buchstaben, die als Suppeneinlage verwendet werden
- Fadennudeln: dünne kleine Nudeln, die als Suppeneinlage verwendet werden

Kurze Nudeln wie beispielsweise Spiralen werden als Kurzware oder Gemüsenudeln bezeichnet, während Spaghetti zu den Langwaren zählen.

### Geschichte

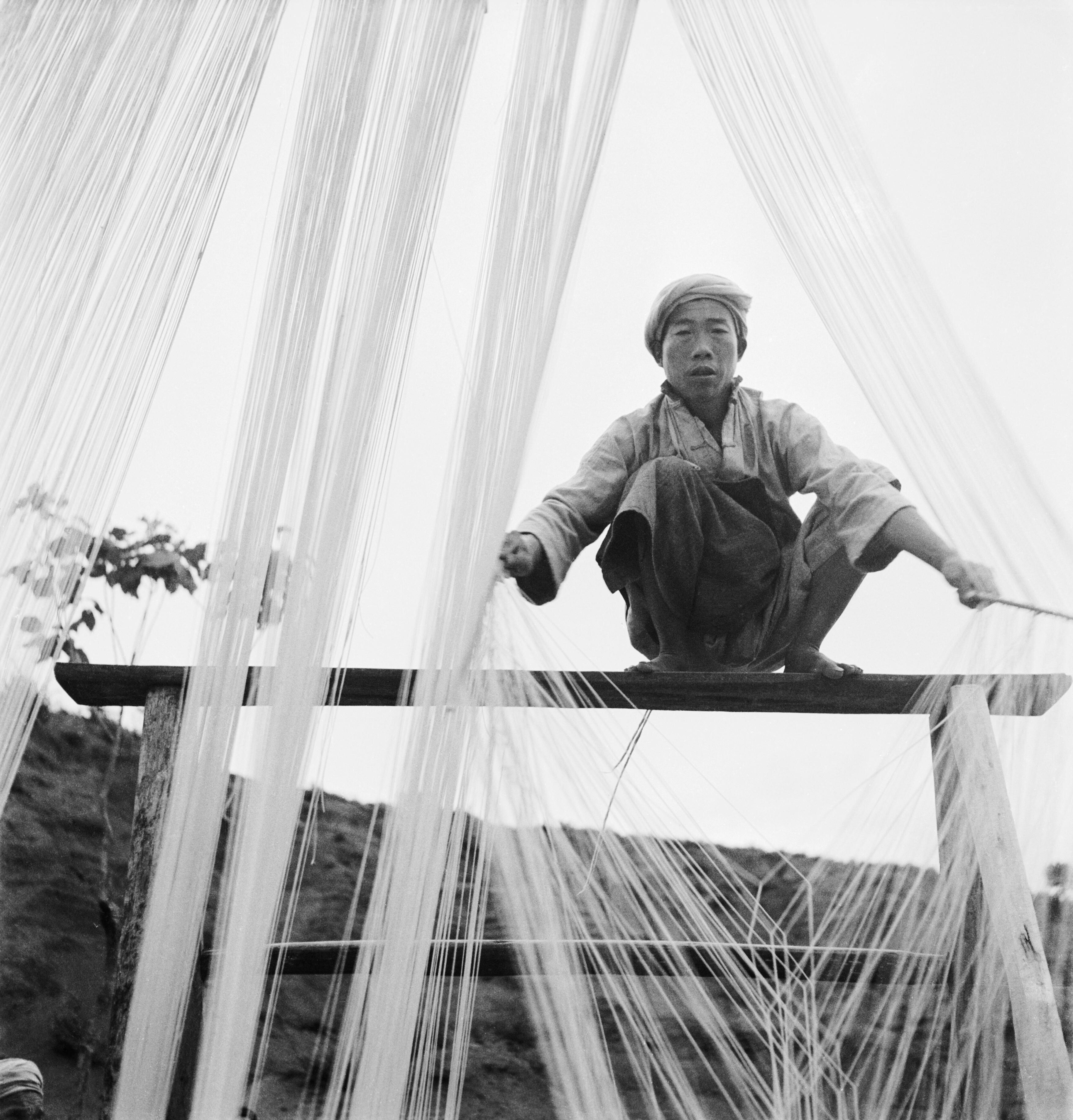
Bei der manuellen Nudelherstellung in China wurden die Nudeln im Freien in der Sonne getrocknet (ca. 1939–1945)

Mit hoher Wahrscheinlichkeit wurden Verfahren zur Nudelherstellung sowie Nudelgerichte an mehreren Orten unabhängig voneinander entwickelt. Die frühesten Hinweise und Belege auf die Herstellung stammen aus Ostasien. In Lajia, einem großen prähistorischen Dorf am Gelben Fluss im Nordwesten Chinas, wurden bei Ausgrabungen 4000 Jahre alte Nudeln (Ausmaße: 500 × 3 mm) aus Rispenhirse (Panicum miliaceum) und Kolbenhirse (Setaria italica) in einer versiegelten Tonschale geborgen.
Teilweise wird die Auffassung vertreten, Marco Polo habe die Nudeln aus China mitgebracht.
Tatsächlich gibt es in Europa jedoch bereits seit der griechischen Antike Nudelgerichte, und in etruskischen Gräbern fand man Abbildungen von Geräten zur Nudelherstellung. Im ersten vorchristlichen Jahrhundert berichtet Cato d. Ä. in seinem De agri cultura und zweihundert Jahre später noch einmal Horaz von zwei im antiken Italia häufigen Nudelgerichten: Lagana (sg. laganum, von altgriechisch λάγανον (Laganon), im modernen Italienisch Lasagna), einem flachen, mit Käse geschichteten Nudelgericht, und tracta (sg. tractum, von altgriechisch τρακτόν (tracton), it. tagliatelle), wobei es sich um lange Bandnudeln gehandelt haben dürfte. Im zweiten Jahrhundert n. Chr. schreibt Galen von einem gekochten Gericht aus Mehl und Wasser mit dem Namen ιτριον (itrion), das im Jerusalemer Talmud erst als im 3. bis 5. Jahrhundert in Palästina beliebtes itrium und dann im 9. Jahrhundert bei dem aramäischen Arzt und Lexikographen Isho bar Ali als itriyya erwähnt wird. Bar Ali verstand darunter ein fadenförmiges Grießgericht, das vor dem Kochen getrocknet wurde. Auch der Geograph Al-Idrisi berichtet im 12. Jahrhundert von itriyya, das im normannisch-arabischen Sizilien hergestellt und aufgrund seiner Beliebtheit von dort weithin exportiert wurde.
Die älteste Nudelfabrik Deutschlands ist die 1793 gegründete Erfurter Teigwarenfabrik.

### Lebensmitteltechnik

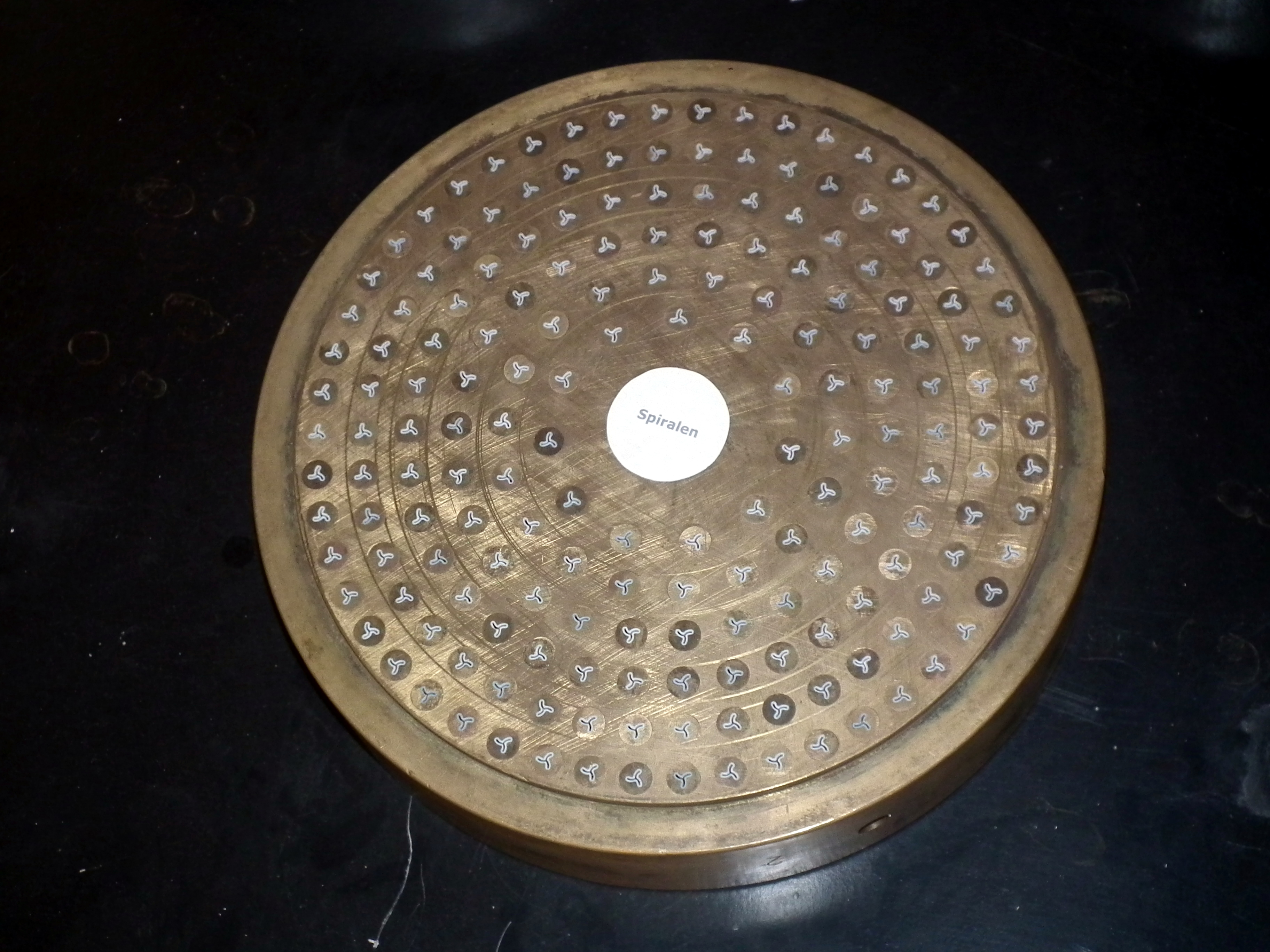
Spiralnudelmatrize der industriellen Nudelherstellung

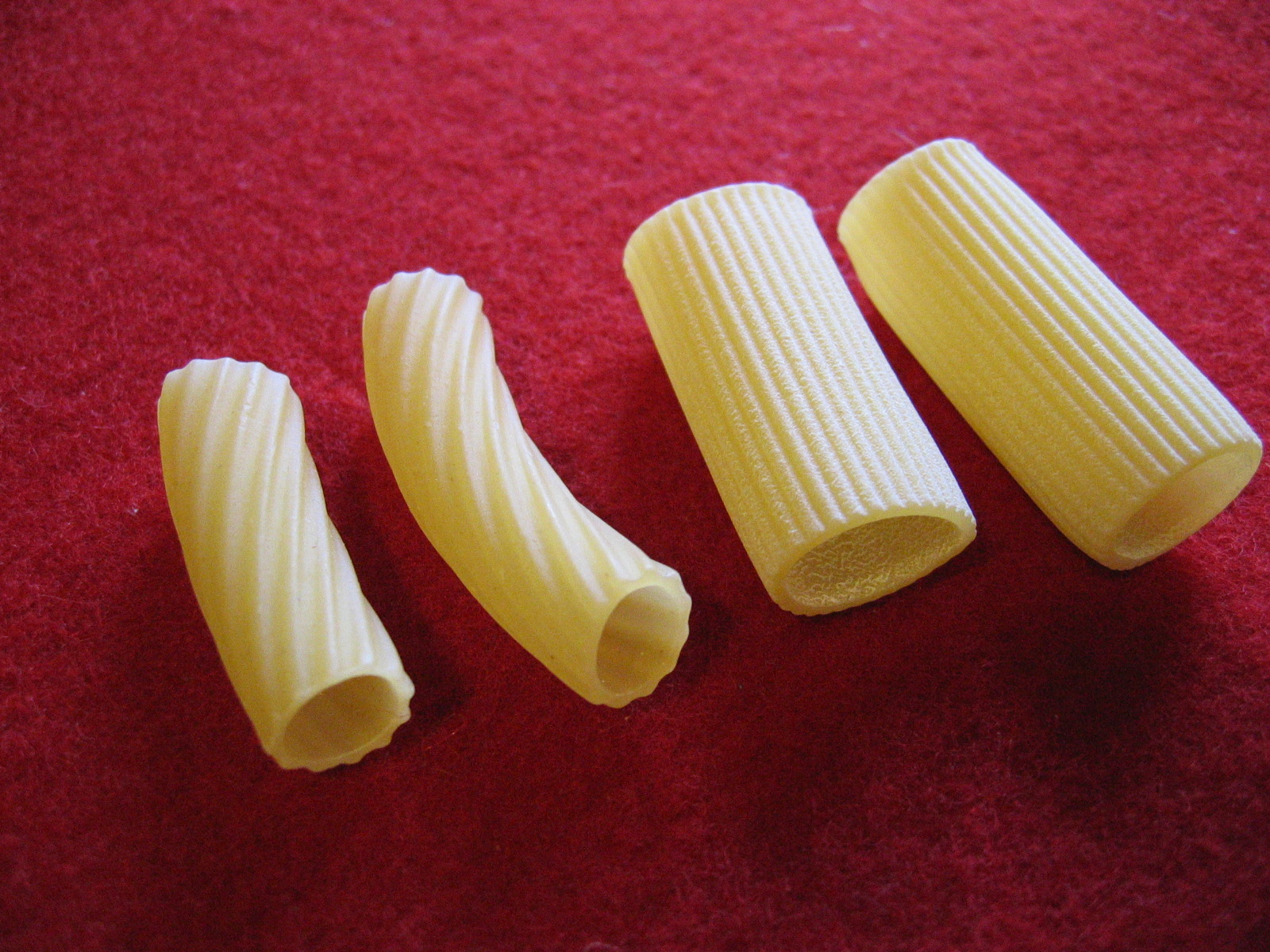
Links zwei Tortiglioni, rechts zwei Rigatoni

Als ein Qualitätsmerkmal für Nudeln, insbesondere für italienische Produkte aus Hartweizengrieß, gilt, wenn sie bei der Herstellung nach traditioneller Methode durch eine Form aus Bronze gepresst werden. Dadurch wird die Oberfläche relativ rau und die Sauce haftet besser an der Nudel. Oft wird auf der Verpackung mit dem Prädikat „Bronze“ (italienisch al bronzo) besonders hervorgehoben, dass bei der Herstellung eine Form aus Bronze verwendet wurde. Diese Rauheit ist am Produkt auch äußerlich wahrnehmbar. Eine Alternative sind sonst teflonbeschichtete Formen.
Die Trocknung erfolgt heute oft schneller als die frühere, langsamere und schonendere Trocknung an der Luft. Nudeln können heute in weniger als drei Stunden bei etwa 100 °C getrocknet werden. Dies führt allerdings zu Qualitätseinbußen, da dann die Stärke geliert.
Die Teigwaren in sogenannten Convenienceprodukten sind vorgekocht und gefriergetrocknet.
Wissenschaftler der Carnegie Mellon University in Pittsburgh entwickelten ein Verfahren, durch das flache Nudeln beim Kochen eine 3D-Form annehmen („Morphing-Pasta“). Die Nudeln werden bei der Herstellung mit speziellen Rillen versehen, die dazu führen, dass sich unterschiedliche Bereiche der Nudel beim Kochen unterschiedlich ausdehnen und die Nudel so ihre Form annimmt (z. B. Spiral- oder Muschelform). Hierfür eignet sich gewöhnlicher Nudelteig. Durch die flache Form lässt sich Platz und Verpackungsmaterial sparen und damit auch Kunststoffabfall verringern. Darüber hinaus sind Anwendungen dieser Technik auch in anderen Bereichen denkbar (z. B. Robotik und Medizintechnik).

### Teigwarennudeln in verschiedenen Ländern
Unterschiedliche Grundstoffe teilen die Nudeln weiter in verschiedene Sorten. Die in der europäischen Küche verwendeten Nudeln werden zum größten Teil aus Hart- oder Weichweizen hergestellt. Da Hartweizen mehr Sonne als Weichweizen benötigt, wurde in den nördlicheren Regionen Europas Nudelteig vornehmlich aus Weichweizen hergestellt und, um die nötige Festigkeit zu erreichen, stets mit Eiern versetzt. Es gibt auch italienische Eiernudeln, diese sind aus Hartweizen.

#### Deutschland

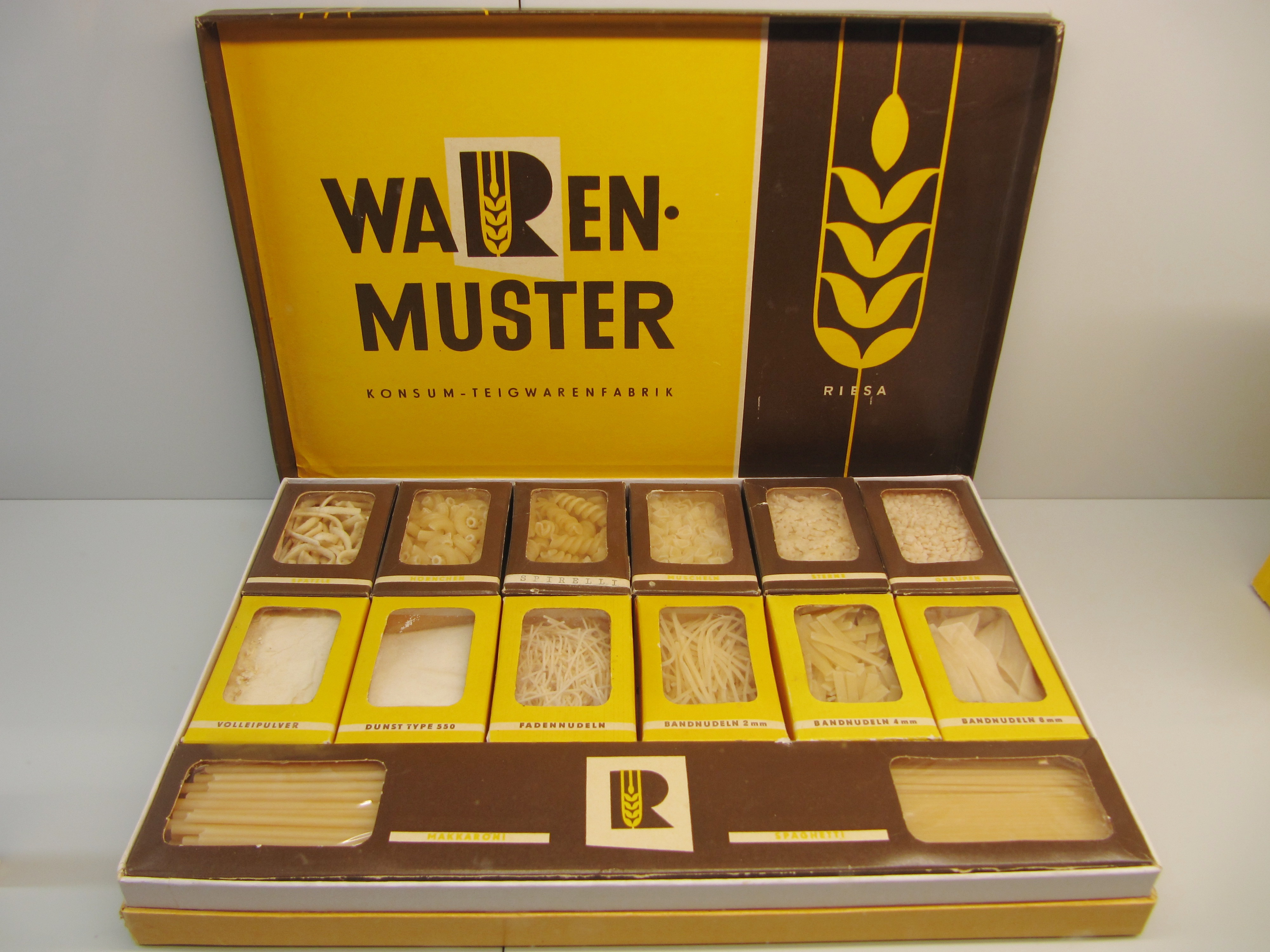
Verschiedene Nudelsorten der Konsum-Teigwarenfabrik Riesa

In Deutschland werden Nudeln in der Regel industriell aus Weizengrieß und teilweise unter Zugabe von Eiern hergestellt und getrocknet oder als gekühlte Frischware in den Handel gebracht.
Sie werden als Vorspeise, Hauptspeise oder als Beilage gegessen. Kleine Nudeln sind als Suppeneinlage beliebt.
Nudelgerichte werden auch als Fertiggerichte tiefgekühlt oder als Instantprodukt angeboten.
Speziell in der schwäbischen und  badischen Küche sind Nudeln Bestandteil vieler Speisen.
Bekannte Hersteller bzw. Marken sind oder waren (Auswahl):
- Birkel (seit 1874) in Schorndorf, später in Endersbach. Gründer: Balthasar Stephan Birkel.
- 3 Glocken (seit 1884) in Weinheim.
- Eberhard Funck Eierteigwaren (1894–1979) in Stuttgart-Rohracker. Gründer: Eberhard Funck (* 10. Dezember 1850 in Rohracker; † 21. Januar 1916 ebenda). Nachfolger sein Sohn: Otto Funck (* 11. Mai 1884 in Rohracker; † 1956).
- Erfurter Teigwaren (seit 1793) in Erfurt. Gründer: Johann Peter Belling.
- Möwe (seit 1952) in Waren/Müritz. Gründer: VEB Mecklenburger Teigwarenfabrik.
- J. F. Schüle (1854/1863–1953) in Plüderhausen. Gründer: Jakob Friedrich Schüle.

#### Österreich
Traditionelle Nudelgerichte sind Krautfleckerl und Schinkenfleckerl. Typische österreichische Nudelsorten sind im Gegensatz zu den italienischen immer mit Eiern hergestellt (Eierteigwaren).
Bekannte Hersteller bzw. Marken sind oder waren (Auswahl):
- Josef Recheis (seit 1889) in Hall, Tirol. Gründer: Josef Recheis (1846–1926).
- Wolf (seit 1956) in Güssing, Burgenland. Gründer: Fery Wolf († 2007)

#### Tschechien
In der böhmischen Küche werden Nudeln aus Weizenmehl und Eiern zubereitet. Es gibt sie als Bandnudeln (nudle) und als Fleckerl (fleky). Bekannte Gerichte sind šunkofleky (Schinkenfleckerl) und Nudeln mit Spinat und Spiegelei.

#### Schweiz
In der Schweiz bezeichnet das Wort „Nudeln“ nur die flachen Bandnudeln. Alle Formen werden unter dem Begriff „Pasta“ oder als „Teigwaren“ zusammengefasst. Ein typisches schweizerisches Pastagericht sind die sogenannten Zigerhörnli (Hörnchen gewürzt mit Schabziger, einer Schweizer Käsespezialität).
In den Alpengebieten sind Älplermagronen beliebt: ein Eintopfgericht aus Makkaroni und Kartoffeln mit Käse. In Graubünden findet man die aus Buchweizen hergestellten Pizzoccheri.

#### Italien
In Italien werden Teigwaren Pasta genannt, was mit „Teig“ übersetzt werden kann. Pasta ist meist aus Hartweizengrieß (Durumweizen), italienisch Pasta di semola di grano duro. Ihre Formen und Farbenvielfalt sowie ihre besondere Qualität im Zusammenhang mit der Bindung von Saucen, z. B. auf Tomatenbasis, machen die italienische Pasta zu einem herausragenden Lebensmittel.
Siehe auch Liste der Pastaformen

#### Asien
- Asiatische Glasnudeln werden aus Mungobohnenstärke hergestellt, deshalb auch die unterschiedliche Konsistenz im Vergleich zu Getreidenudeln
- Asiatische Reisnudeln werden aus Reismehl hergestellt; die Reisstärke macht die dünnen Nudeln sehr hell. Sie sind nicht zu verwechseln mit den in Deutschland unter gleichem Namen bekannten Nudeln der griechischen (Kritharaki) und der italienischen Küche (Risoni bzw. Risi), die aus Hartweizengrieß hergestellt werden und die Form eines Reiskorns aufweisen.
- Chinesische Eiernudeln bzw. Mie-Nudeln sind Nudeln aus Weizenmehl, die den italienischen Spaghetti ähneln, jedoch kräftiger schmecken und auf Grund ihrer Länge zu einem Block zusammengelegt werden.

- Japanische Soba-Nudeln bestehen aus Buchweizenmehl und sind manchmal mit grünem Teepulver gefärbt. Sie werden auch kalt gegessen.
- Japanische Udon sind dickere bzw. breitere Nudeln aus Weizenmehl.
- Japanische Hiyamugi sind mittelstarke Nudeln aus Weizenmehl.
- Japanische Somen sind dünne, lange und leicht süßlich schmeckende Fadennudeln aus Weizenmehl, die oft kalt gegessen werden.
- Japanische Ramen sind dünne, lange Fadennudeln aus Weizenmehl, die in Brühe als Suppe gereicht werden.
- Japanische Shirataki werden aus dem Mehl der Konjakwurzel hergestellt und sind daher für eine kohlenhydratarme Ernährung geeignet. Sie ähneln in Aussehen und Konsistenz den asiatischen Glasnudeln, sind aber etwas dicker.

## Nudeln, die keine Teigwaren sind
Dünne bis etwa fingerdicke, rundgerollte Teigstücke werden generell als Nudel bezeichnet. Bei einem Teil dieser Speisen bezieht sich die Bezeichnung Nudel auf die Form der Speisen.
Bei anderen belegt die Bezeichnung Nudel eine lange Küchentradition bis zurück in eine Zeit, als der Begriff Nudel noch breitere Anwendung fand und die Vielzahl der Formen italienischer Pasta im deutschen Sprachraum noch nicht bekannt war.
Diese Nudeln sind keine Teigwaren, weil sie weitere Zutaten in anderen Mengenverhältnissen enthalten, mit anderen Garformen zubereitet werden und daher keine Teigwaren im Sinne des Lebensmittelrechts sind.
Sie sind häufig aus Kartoffel- oder Hefeteig und werden gekocht, in heißem Fett oder im Backofen gebacken.

### Aus Kartoffelteig
Kartoffelteig enthält als Grundzutat neben Mehl oder Grieß, Eiern und Salz wesentliche Anteile an gekochten Kartoffeln. Bekannte Beispiele sind gekochte Schupfnudeln, gebackene oder gebratene Kartoffelnudeln und gekochte Mohnnudeln, die in gemahlenem Mohn gewendet und gezuckert werden.

### Aus Hefeteig
Dampfnudeln werden gedämpft und Rohrnudeln oder schwäbische Schneckennudeln im Backofen gebacken, ausgezogene Nudeln in heißem Fett ausgebacken.